# 西双版纳站
西双版纳站位于云南省西双版纳傣族自治州景洪市，是玉磨铁路上新建的车站，2021年12月3日开通运营。